# Arslanmyrat Amanow
Arslanmyrat Amanow (República Socialista Soviética Turcomena, 28 de março de 1990) é um futebolista turcomeno que atualmente joga pelo Altyn Asyr. Ele marcou no jogo contra o Tajiquistão da Copa do Desafio AFC de 2010 no Semifinal.

## Carreira
Em março de 2014, Amanow assinou pelo FC Irtysh Pavlodar, Campeonato Cazaque de Futebol. Depois de uma temporada com Irtysh, Amanow deixou o clube em dezembro de 2014,.

## Estatísticas de carreira

### Internacional
| 2009  | 2  | 0  |      |   |   |
| 2010  | 4  | 1  |      |   |   |
| 2011  | 5  | 1  |      |   |   |
| 2012  | 6  | 2  |      |   |   |
| 2013  | 2  | 1  |      |   |   |
| 2014  | 0  | 0  |      |   |   |
| 2015  | 6  | 2  |      |   |   |
| 2016  | 3  | 1  |      |   |   |
| 2017  | 6  | 0  |      |   |   |
| 2018  | 3  | 1  | 2019 | 2 | 1 |
| Total | 39 | 10 |      |   |   |

Estatísticas parciais do resultado a partir de 9 de novembro de 2016

### Gols Internacionais
| #  | Data                    | Estadio                              | Adversário   | Ponto | Resultado | Competição                                          |
| -- | ----------------------- | ------------------------------------ | ------------ | ----- | --------- | --------------------------------------------------- |
| 1. | 24 de fevereiro de 2010 | Estádio Sugathadasa, Colombo         | Tadjiquistão | 1–0   | 2–0       | Copa do Desafio da AFC de 2010                      |
| 2. | 21 de março de 2011     | Estádio Petaling Jaya, Petaling Jaya | Paquistão    | 2–0   | 3–0       | Qualificações para a Copa do Desafio da AFC de 2012 |
| 3. | 8 de março de 2012      | Estádio Halchowk, Catmandu           | Maldivas     | 3–1   | 3–1       | Copa do Desafio da AFC de 2012                      |
| 4. | 16 de março de 2012     | Estádio Dasarath Rangasala, Catmandu | Filipinas    | 1–1   | 2–1       | Copa do Desafio da AFC de 2012                      |
| 5. | 22 de março de 2013     | Estádio Memorial de Rizal, Manila    | Camboja      | 1–0   | 7–0       | Qualificações para a Copa do Desafio da AFC de 2014 |
| 6. | 3 de setembro de 2015   | Estádio de Seebe, Seebe              | Omã          | 1–3   | 1–3       | Eliminatórias da Copa do Mundo FIFA de 2018         |
| 7. | 8 de outubro de 2015    | Estádio Köpetdag, Asgabate           | Índia        | 2–1   | 2–1       | Eliminatórias da Copa do Mundo FIFA de 2018         |
| 8. | 29 de março de 2016     | Estádio Jawaharlal Nehru, Cochim     | Índia        | 1–1   | 2–1       | Eliminatórias da Copa do Mundo FIFA de 2018         |

## Títulos

### Clube
Aşgabat FT
- Campeonato Turcomeno de Futebol (2): 2007, 2008

FC HTTU
- Campeonato Turcomeno de Futebol (1): 2013
- Copa do Turquemenistão de Futebol (1): 2011

### Internacional
Copa do Desafio da AFC
- Vice-Campeão: 2010, 2012

## Ligações Externas
- Arslanmyrat Amanow em National-Football-Teams.com